# Elle est les ténèbres
Elle est les ténèbres (titre original : She is the Darkness) est le titre des huitième et neuvième volets du Cycle de la Compagnie noire, deuxième et troisième tomes des Livres de la pierre scintillante (suivant Saisons funestes). Cette œuvre paraît en septembre 1997 dans sa première édition anglaise. Il faut attendre 2003 pour que la maison d'édition L'Atalante nous livre ce récit, qui apparaît donc divisé en deux parties. 
Cette œuvre a été traduite de l'américain au français par Frank Reichert.

## Résumé
En route pour l’ultime forteresse d’Ombrelongue, les rescapés de la Bataille de Dejagore luttent face à la pénultième épreuve de leur périple.  Il semblerait que Belvédère, la destination de la Compagnie noire, soit bâtie au seuil d’un royaume aussi vaste que mystérieux : le domaine des Ombres. 
Les ennemis de la Compagnie noire sont, quant à eux, de plus en plus nombreux : Volesprit, souhaitant se jouer une énième fois de sa sœur, le Hurleur, Ombrelongue, courroucé par ses défaites, la Radisha, forte de son mépris pour ce qui hanta ses aïeux, Mogaba, désormais isolé de ses anciens alliés, l’ex-élève de Transformeur, désireuse de prendre leur revanche, et Kina la déesse, attendant patiemment que son heure arrive, et dont l'incarnation est protégée par Narayan Singh. Entraînée dans des périls plus dangereux que jamais, la Compagnie noire poursuit par-delà la Porte d’Ombre le retour à son berceau mythique.
Quatre ans ont passé depuis Saisons funestes. La Compagnie noire reprend sa marche vers le sud après s'être préparée à une campagne militaire de grande ampleur. Les troupes de Taglios, dirigées par Toubib et Madame, affrontent les troupes du Maître d'Ombre Ombrelongue dans la passe de Charadanprash. La bataille se solde par une victoire écrasante de la Compagnie noire, notamment due au ralliement à la dernière minute de Lame, qui a feint d'avoir trahi la Compagnie pour pouvoir trahir Ombrelongue au moment crucial. Les troupes tagliennes reprennent leur avancée et assiègent Belvédère, la citadelle d'Ombrelongue. Dans le même temps, Murgen découvre que son épouse Sarie n'est pas morte comme il le pensait, et cherche à la récupérer. Mais celle-ci est enceinte et ne peut le rejoindre tout de suite.
La Compagnie Noire assiège Belvédère, la forteresse imprenable d'Ombrelongue. Un premier assaut est repoussé par la magie du Maître d'Ombre. Celui-ci, aux abois, décide d'ouvrir la Porte d'Ombres pour laisser sortir les ombres. Alors qu'il est absorbé par le rituel, Volesprit, qui s'est secrètement alliée au Hurleur et à Narayan Singh, surgit soudainement et l'affronte dans un duel de magie. Au même moment, la Radisha et le Prahbrindrah Drah se retournent contre la Compagnie Noire. Le prince est défait et mis en fuite par la magie de Madame. Dans Belvédère, l'intervention de Kina blesse Volesprit et le Hurleur, qui s'enfuient avec la Fille de la Nuit, laissant Ombrelongue gravement affaibli, et la citadelle aux mains de la Compagnie Noire.
Plusieurs mois s'écoulent sans évènements notables. Murgen perfectionne ses talents pour voyager dans le monde astral. Les évènements s'accélèrent à nouveau lorsque Volesprit détruit le stock de bambous magiques de la Compagnie. Elle est blessée par l'oncle Dhoj et se déguise en prenant la forme de Roupille ; elle est alors capturée par la Compagnie. Se croyant mortellement atteint, Dhoj révèle que Volesprit a volé une mystérieuse clé aux Nyueng Bao. Toubib décide de rentrer dans la plaine des ombres et toute la vieille équipe se met en marche. Ils découvrent à cette occasion que l'étendard de la Compagnie protège des ombres.
La Compagnie arrive devant une gigantesque forteresse située au milieu de la plaine. Au cours d'une de ses sorties dans le monde astral, Murgen se rend compte que Narayan Singh s'est échappé et le voit libérer la Fille de la Nuit une fois de plus. Il observe Qu'Un-Œil et Gobelin, qui tentent de le mettre en garde contre un piège. Murgen se réveille, rejoint Toubib et ses compagnons qui pénètrent au cœur de la forteresse, où ils découvrent un géant cloué sur un trône, le golem Shivetya, chargé de garder la tombe de la déesse Kina. Volesprit, avec la complicité de Saule Cygne, se libère et plonge toute la compagnie dans une stase éternelle avant de s'enfuir. Seul l'esprit de Murgen est libre et, alors que les séismes se multiplient, prophétise la future libération de la Compagnie et la vengeance contre Volesprit.

## Personnages principaux
- Murgen : porte-étendard de la Compagnie noire, Murgen en devient l'annaliste à la suite de Toubib en ce début du sous-cycle du Livre de la pierre scintillante. Sa capacité à se soustraire de son corps et à voyager dans le temps, en utilisant le sorcier Fumée, sera très utile à la Compagnie Noire.
- Toubib : appelé « le Vieux » par Murgen dans les présentes annales, Toubib entraîne la Compagnie noire vers Khatovar afin de connaître les origines de celle-ci, plus particulièrement les raisons pour lesquelles le nom de Compagnie noire inspire toujours le respect, plus de quatre siècles après avoir migré vers le Nord.
- Madame : tout d'abord totalement dépourvue de ses pouvoirs magiques, puis recouvrant peu à peu ces derniers, Madame redevient une magicienne de premier rang.
- Volesprit (Sylith Senjak, sœur de Madame) : s'étant affranchie de la Dame dans le sous-cycle des Livres du Nord et dont le caractère tend vers l'instabilité la plus totale, Volesprit tient absolument à se venger de sa sœur ainsi que des récents alliés de cette dernière. À moins qu'elle ne joue simplement avec leurs nerfs sans but précis.